# Chikkagondanahalli, Channarayapatna
Chikkagondanahalli là một làng thuộc tehsil Channarayapatna, huyện Hassan, bang Karnataka, Ấn Độ.